# Карвуна (къмпинг)
Вижте пояснителната страница за други значения на Карвуна.
Къмпинг Карвуна се намира в най-северната част на Българското Черноморие, на 1 км от село Крапец.
Къмпингът е построен в началото на 70-те години и до 1992 г. има славата на чудесно място за почивка, разполагащо с бунгала, бани, ресторант, кино и две магазинчета. На плажа е имало спасителен пост, медицински пункт и кафене, скара-бира, както и душове. В съседство на къмпинга имаше и голям ресторант, наречен „Дюни“ и дискотека „Диана“, на която се изсипваха всички туристи и местни жители. Днес (2009 г.!) не работи нищо от тези обекти. Пред къмпинга се разпростира обширен пясъчен плаж, който започва от нос Крапец и преди време е стигал до най-източната точка на България – нос Шабла, а след свлачищни процеси – до тополовите редове преди центъра на село Крапец.